# Camucuio
Camucuio es un municipio de la provincia de Namibe en Angola. En julio de 2018 tenía una población estimada de 57 805 habitantes.
Se encuentra ubicado al suroeste del país, cerca del río Cunene y de la costa del océano Atlántico y de la frontera con Namibia.